# BR-116
BR-116 ist eine Bundesstraße in Brasilien. Mit 4885 km ist sie die zweitlängste und eine der bedeutendsten Autobahnen in Brasilien, sie verbindet Fortaleza, Ceará, eine der größten Metropolen Nordost-Brasiliens, und die südliche Stadt Jaguarão, Rio Grande do Sul, an der Grenze zu Uruguay.

## Wegbeschreibung

Rodovia Presidente Dutra, November 1967

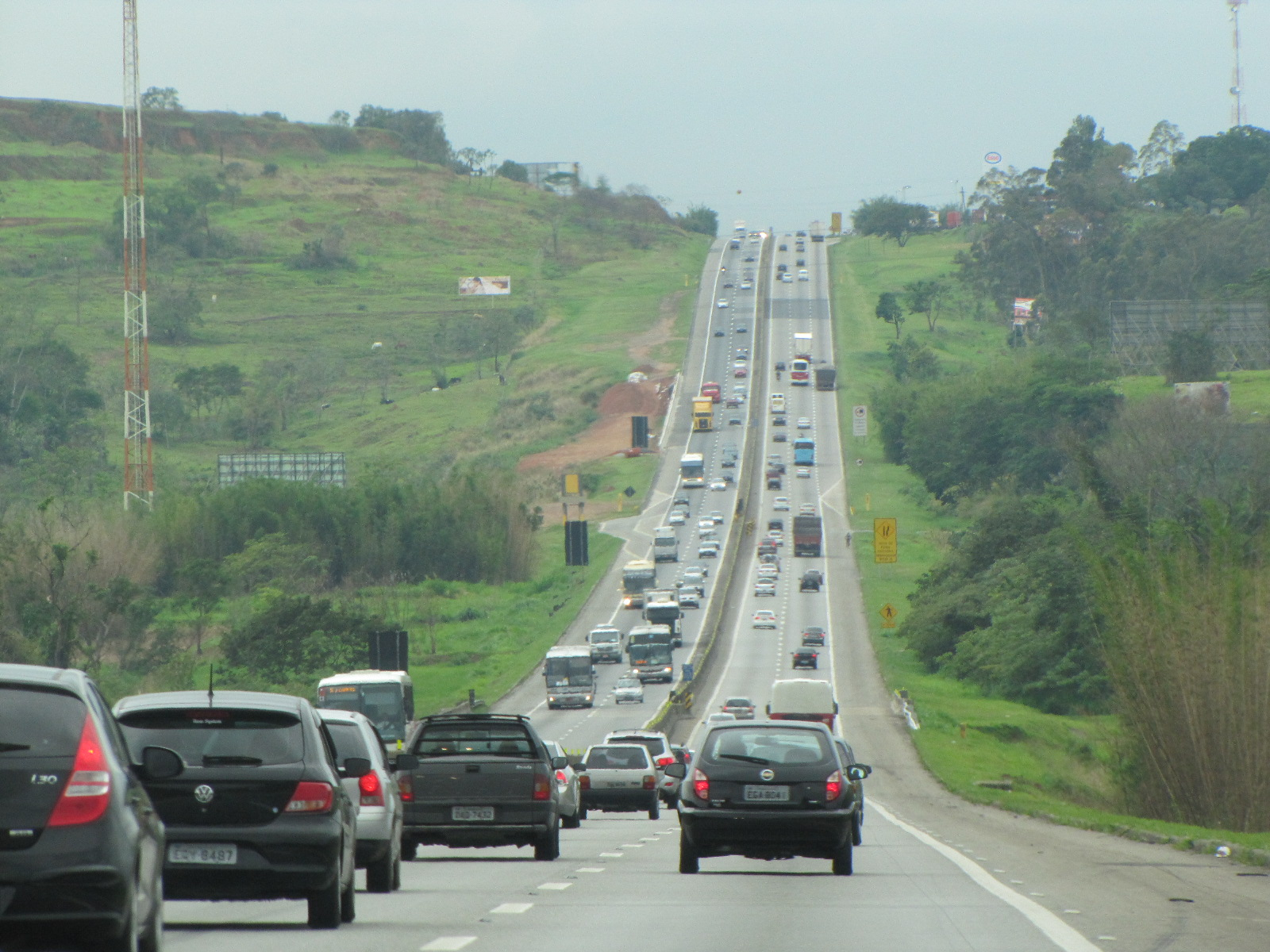
Rodovia Presidente Dutra, 2010

Die BR-116 verläuft von Norden nach Süden entlang der brasilianischen Küste. Es ist eine der wichtigsten und am meisten befahrene brasilianische Autobahn. Einige Streckenabschnitte haben eigenständige Bezeichnungen.
Der Abschnitt zwischen Curitiba, São Paulo und Rio de Janeiro ist intensiv befahren. Die Strecke zwischen Curitiba und São Paulo ist auch bekannt als Rodovia Régis Bittencourt, sie hat den Spitznamen „Rodovia da Morte“ (Autobahn des Todes) aufgrund der zahlreichen Unfälle, die durch die instabilen Wetterbedingungen in der Region verursacht werden. Der Abschnitt zwischen São Paulo und Rio de Janeiro wird offiziell Rodovia Presidente Dutra benannt, dieser Abschnitt ist der meistbefahrene, er verläuft in oder in der Nähe von 15 Städten mit über 200.000 Einwohnern.
Die wichtigsten Städte, die direkt von der Autobahn BR-116 bedient werden, sind: die Metropolen Fortaleza, São Paulo, Rio de Janeiro, Curitiba, sowie Porto Alegre, weitere bedeutende Städte sind Salgueiro, Feira de Santana, Vitória da Conquista, Teófilo Otoni, Governador Valadares, Volta Redonda, São José dos Campos, Lages, Caxias do Sul, Canoas und Pelotas.